# ながさきナビゲーター ヒルミテ
『ながさきナビゲーター ヒルミテ』は、NHK長崎放送局が2007年4月から2021年3月まで昼前に放送していた地域情報番組。

## 概要
長崎県内の話題や季節のイベントに関する情報など、15分間で伝えている。

## 放送時間
- 平日 11:45 - 12:00

## 出演者
いずれも長崎放送局の契約キャスターである。

### 最終回時点での出演者
- 福光瞳
- 西牟田知佳

### 過去の出演者
- 永田莉紗
- 潮見友香
- 竹本ゆきえ

## 番組の構成
- 11時45分：オープニング・今日のテーマ
- 11時54分：全国の気象情報
- 11時57分 - 12時00分：長崎の気象情報・正午のニュースへ

## 番組コーナー
※のついたコーナーは平日夕方放送の「イブニング長崎」でも放送されている。
- CATV便り※
- 長崎のいま
- 教えて!ヒルミテ
- 輝くひと※
- 撮っておき!!※
- 週末情報※
- 気象情報 - 11:54 - 11:57迄は東京から全国の気象情報、11:57 - 12:00は各局差し替え。ちなみに当番組では長崎県全域の予報を読み上げている。